# Powerman 3
Powerman 3 (Originaltitel: chinesisch 龍的心 / 龙的心, Pinyin Lóng dé Xīn, Jyutping Lung4 dik1 Sam1 – „Das Herz des Drachens“; internationaler Titel: englisch Heart of the Dragon, japanischer Titel: englisch The First Mission) ist ein 1985 in Hongkong gedrehter Martial-Arts-Film mit Jackie Chan in der Hauptrolle. Regie führte Sammo Hung.

## Handlung
Der Polizist Ted kümmert sich fürsorglich um seinen geistig zurückgebliebenen Bruder Dodo. Dieser wird eines Tages Zeuge eines Raubüberfalls und nimmt dabei eine Tasche mit gestohlenen Edelsteinen an sich, die einer der Täter verloren hat. Dieser Gangster gesteht erst noch den Verlust seinem Boss, flüchtet dann aber aus Angst vor der Strafe zu der Polizei und bietet sich als Kronzeuge an.
Doch bevor die Gangster verhaftet werden können, entführen sie Dodo. Um ihm zu helfen, greift Ted zu einem drastischen Mittel: Er kidnappt den Kronzeugen aus dem Polizeigewahrsam, um ihn gegen seinen Bruder auszutauschen. Gemeinsam mit seinen Freunden und den Gangstern kommt es auf einer Baustelle zu der Geiselübergabe, die in einem großen Kampf endet, an dessen Ende Dodo befreit wird, aber die beiden Brüder anschließend von der Polizei verhaftet werden.

## Auszeichnungen
- Hongkong Film Awards 1986: Nominierung für Jackie Chan (Bester Schauspieler), Sammo Hung (bester Regisseur). Gewinner: Man Yee Lam (Beste Filmmusik).

## Kritik
„Jackie Chan als edler Rächer in einem Eastern, dessen deutsche Fassung zunächst geschnitten und dann zu Tode synchronisiert wurde.“

## Hintergrund
- Die deutsche(!) Trilogie Powerman besteht auch aus Powerman (Wheels on Meals, nicht zu verwechseln mit Tokyo Powerman, welcher ein Film der Lucky Stars-Reihe ist) und Powerman 2 (auch ein Film der Lucky Stars-Reihe). Dabei handelt es sich um eine undurchsichtige und willkürliche Namensgebung der deutschen Verleihfirmen, die ohne Rücksicht auf die ursprünglichen Zusammenhänge Filme aus verschiedenen Reihen einfach auf Grund der Tatsache, dass Jackie Chan mitgespielt hat „Powerman“ genannt und durchnummeriert haben.
- Weitere Titel, unter denen dieser Film noch erschien: Heart of the Dragon, Heart of a Dragon, First Mission, The First Mission, Jackie Chan – Powerman III.
- Jackie Chan drehte diesen Film, in dem 3 Jahre vor Rain Man die Geschichte von zwei Brüdern, von denen einer geistig behindert ist, vorweggenommen wird, um zu zeigen, dass er auch ernste und komplexe Rollen spielen kann. Dies gelang ihm zwar, jedoch wollten seine Fans einen solchen Chan nicht sehen und der Film wurde finanziell ein Flop.